# Liste der Kulturdenkmale in Niedernhall
In der Liste der Kulturdenkmale in Niedernhall sind Bau- und Kunstdenkmale der Stadt Niedernhall verzeichnet, die im „Verzeichnis der unbeweglichen Bau- und Kunstdenkmale und der zu prüfenden Objekte“ des Landesamts für Denkmalpflege Baden-Württemberg verzeichnet sind. Dieses Verzeichnis ist nicht öffentlich und kann nur bei „berechtigtem Interesse“ eingesehen werden. Die folgende Liste ist daher nicht vollständig und beruht auf anderweitig veröffentlichten Angaben.

## Liste

### Gesamtanlage Altstadt
| Bild           | Bezeichnung                                                 | Lage | Datierung                         | Beschreibung | ID                       |
| -------------- | ----------------------------------------------------------- | --- | --------------------------------- | --- | ------------------------ |
| Weitere Bilder | Stadtbefestigung                                            | Flstnr. 300/2, 300/3, 300/4, 300/5, 300/6 (Stadtmauer); 94/2 -121, 131-136, 138-140, 142-147, 149-159/1, 162-165, 167-170, 172, 174-179, 182, 188, 190-193, 250, 255, 257, 258, 259, 260, 265, 310 und Turmgässle 6 und 20 (Karte) | um 1361                           | Geschützt nach § 2 DSchG |                          |
|                | Stadtschreiberei (heute Wohnhaus)                           | Alte Postgasse 4 (Karte) | 1707                              | Kulturdenkmal-Prüffall | BW                       |
|                | Scheunen Alte Postgasse 12 und 14                           | Alte Postgasse 12 und 14 (Karte) | Anfang 20. Jahrhundert            | Erhaltenswertes Gebäude | BW                       |
|                | Kleingehöft Alte Postgasse 15                               | Alte Postgasse 15 (Karte) | 18./19. Jahrhundert               | Erhaltenswertes Gebäud | BW                       |
|                | Wohnhaus Amtsgasse 2                                        | Amtsgasse 2 (Karte) | 1784                              | Geschützt nach § 2 DSchG | BW                       |
|                | Portale und Wirtshausschild Amtsgasse 9                     | Amtsgasse 9 (Karte) | 1767                              | Geschützt nach § 2 DSchG | BW                       |
|                | Wohnhaus Amtsgasse 12                                       | Amtsgasse 12 (Karte) | spätes 18./frühes 19. Jahrhundert | Erhaltenswertes Gebäude | BW                       |
|                | Scheune Amtsgasse 14                                        | Amtsgasse 14 (Karte) | 17. Jahrhundert                   | Kulturdenkmal-Prüffall | BW                       |
| Weitere Bilder | Gasthaus, Zur Krone (heute Wohnhaus)                        | Amtsgasse 15 (Karte) | 1527                              | Geschützt nach § 2 DSchG |                          |
|                | Scheune Amtsgasse 17                                        | Amtsgasse 17 (Karte) | 1569                              | Geschützt nach § 2 DSchG | BW                       |
| Weitere Bilder | Ehem. Wohnhaus, so genanntes Götzenhaus (heute Stadtmuseum) | Hauptstraße 1 (Karte) | 1564                              | Geschützt nach § 2 DSchG |                          |
| Weitere Bilder | Gasthof Zur Rose                                            | Hauptstraße 2 (Karte) | 1713                              | Geschützt nach § 2 DSchG |                          |
|                | Wohnnhaus Hauptstraße 8                                     | Hauptstraße 8 (Karte) |                                   | Erhaltenswertes Gebäude | BW                       |
| Weitere Bilder | Gasthof Zum Lamm (heute Gasthaus und Hotel Zum Rössle)      | Hauptstraße 10 und 12 (Karte) | 2. Hälfte des 19. Jahrhunderts    | Erhaltenswertes Gebäude |                          |
|                | Wohnhaus Hauptstraße 13                                     | Hauptstraße 13 (Karte) | 1896                              | Erhaltenswertes Gebäude | BW                       |
|                | Hohenlohisches Amtshaus (heute Wohn- und Geschäftshaus)     | Hauptstraße 17 (Karte) | um 1600                           | Geschützt nach § 2 DSchG |                          |
|                | Hauptstraße 18 Scheune und Kleintierstall                   | Hauptstraße 18 (Karte) | 18./19. Jahrhundert               | Das dazugehörige Hauptgebäude (auf Bild zu Hauptstraße 17 links) ist als erhaltenswertes Gebäude eingestuft Geschützt nach § 2 DSchG                             | BW                       |
| Weitere Bilder | Fachwerkgeschoss Hauptstraße 19 und 21                      | Hauptstraße 19 und 21 (Karte) |                                   | Erhaltenswertes Bauteil |                          |
| Weitere Bilder | Rathaus                                                     | Hauptstraße 30 (Karte) | 1477                              | Geschützt nach § 28 DSchG |                          |
|                | Scheune Hauptstraße 31                                      | Hauptstraße 31 (Karte) | Ende 19./Anfang 20. Jahrhundert   | Erhaltenswertes Gebäude | BW                       |
| Weitere Bilder | Portal mit Eingangstür Hauptstraße 35                       | Hauptstraße 35 (Karte) | 1795                              | Geschützt nach § 2 DSchG |                          |
| Weitere Bilder | Ehem. Gasthaus zum Rössle (heute Wohn- und Geschäftshaus)   | Hauptstraße 36 (Karte) | 1609                              | Geschützt nach § 28 DSchG |                          |
|                | Wohnhaus Hauptstraße 40                                     | Hauptstraße 40 (Karte) | 18. Jahrhundert                   | Erhaltenswertes Gebäude | BW                       |
|                | Wohnhaus Hauptstraße 47                                     | Hauptstraße 47 (Karte) | spätes 18. Jahrhundert            | Erhaltenswertes Gebäude | BW                       |
|                | Wohnhaus Hauptstraße 53                                     | Hauptstraße 53 (Karte) | zweite Hälfte 17. Jahrhundert     | Geschützt nach § 2 DSchG | BW                       |
|                | Wohnhaus Hauptstraße 56                                     | Hauptstraße 56 (Karte) | Ende 18./Anfang 19. Jahrhundert   | Erhaltenswertes Gebäude | BW                       |
|                | Wohngebäude Hauptstraße 58 und 60                           | Hauptstraße 58 und 60 (Karte) | Ende 19. Jahrhundert              | Erhaltenswertes Gebäude |                          |
|                | Wohnhaus Hauptstraße 62                                     | Hauptstraße 62 (Karte) | erste Hälfte 20. Jahrhundert      | Erhaltenswertes Gebäude | BW                       |
|                | Scheune Hauptstraße 65                                      | Hauptstraße 65 (Karte) | 18./19. Jahrhundert               | Erhaltenswertes Gebäude | BW                       |
|                | Wohnhaus Hauptstraße 67                                     | Hauptstraße 67 (Karte) | 18./19. Jahrhundert               | Erhaltenswertes Gebäude | BW                       |
|                | Straßenlaternen                                             | Hauptstraße Flstnr. 810 und 2978/1 (Karte) | 1885                              | Geschützt nach § 2 DSchG | BW                       |
|                | Kleingehöft Hintere Gasse 1                                 | Hintere Gasse 1 (Karte) | 18. Jahrhundert                   | Erhaltenswertes Gebäude | BW                       |
|                | Scheunen Hintere Gasse 22, 24 und 26                        | Hintere Gasse 22, 24 und 26 (Karte) | 19. / 20. Jahrhundert             | Erhaltenswertes Gebäude | BW                       |
|                | Scheune Hintere Gasse 48                                    | Hintere Gasse 48 (Flstnr. 91) (Karte) | Anfang 19. Jahrhundert            | Geschützt nach § 2 DSchG | BW                       |
|                | Scheune Hintere Gasse 50                                    | Hintere Gasse 50 (Karte) | 18. Jahrhundert                   | Kulturdenkmal-Prüffall | BW                       |
|                | Wohnhaus Hintere Gasse 52                                   | Hintere Gasse 52 (Karte) | im Kern 17. Jahrhundert           | Geschützt nach § 2 DSchG | BW                       |
|                | Scheune Hintere Gasse 55                                    | Hintere Gasse 55 (Karte) | um 1800                           | Kulturdenkmal-Prüffall | BW                       |
|                | Scheune Hintere Gasse 57                                    | Hintere Gasse 57 (Karte) | spätes 19./frühes 20. Jahrhundert | Erhaltenswertes Gebäude | BW                       |
|                | Kleingehöft Hintere Gasse 58                                | Hintere Gasse 58 (Karte) | im Kern 18./19. Jahrhundert       | Erhaltenswertes Gebäude | BW                       |
|                | Mönchs-, Schöntalische oder Untere Kelte                    | Keltergasse 1 und 3 (Karte) | 1712                              | Geschützt nach § 2 DSchG | BW                       |
|                | Scheune Keltergasse 6                                       | Keltergasse 6 (Karte) | um 1800                           | Geschützt nach § 2 DSchG | BW                       |
|                | Kleingehöft Keltergasse 10                                  | Keltergasse 10 (Karte) | Ende 18./Anfang 19. Jahrhundert   | Erhaltenswertes Gebäude | BW                       |
| Weitere Bilder | Evangelische Pfarrkirche St. Laurentius                     | Kirchplatz 1 (Karte) | 1210-1230                         | Geschützt nach § 28 DSchG | Wikidata-Objekt anzeigen |
|                | Wohnhaus Kirchplatz 2                                       | Kirchplatz 2 (Karte) | 1793                              | Geschützt nach § 2 DSchG | BW                       |
|                | Wohngebäude Kirchplatz 3                                    | Kirchplatz 3 (Karte) | 18./19. Jahrhundert               | Erhaltenswertes Gebäude | BW                       |
|                | Ehemaliges Schulhaus (heute u.a. Polizeistation)            | Kirchplatz 4 (Karte) | 1833                              | Geschützt nach § 2 DSchG | BW                       |
|                | Wohngebäude Mittelgasse 6 und 8                             | Mittelgasse 6 und 8 (Karte) | 19. Jahrhundert                   | Erhaltenswertes Gebäude | BW                       |
|                | Wohngebäude Mittelgasse 7                                   | Mittelgasse 7 (Karte) | 17. Jahrhundert                   | Erhaltenswertes Gebäude | BW                       |
|                | Wohnhaus Mittelgasse 10                                     | Mittelgasse 10 (Karte) | Erste Hälfte 20. Jahrhundert      | Kulturdenkmal-Prüffa | BW                       |
|                | Wohnhäuser Mittelgasse 19 und 21                            | Mittelgasse 19 und 21 (Karte) | 19. Jahrhundert                   | Erhaltenswertes Gebäude | BW                       |
|                | Wohnhaus Mittelgasse 20                                     | Mittelgasse 20 (Karte) | 17. /18. Jahrhundert              | Erhaltenswertes Gebäude | BW                       |
|                | Scheune mit Kellerhaus Mittelgasse 22                       | Mittelgasse 22 (Karte) | 1610                              | Geschützt nach § 2 DSchG | BW                       |
|                | Wohnhaus Mittelgasse 25                                     | Mittelgasse 25 (Karte) | 18./19. Jahrhundert               | Erhaltenswertes Gebäude | BW                       |
|                | Wohnhaus Mittelgasse 26-28                                  | Mittelgasse 26-28 (Karte) | 19.-20. Jahrhundert               | Erhaltenswertes Gebäude | BW                       |
|                | Scheune Mittelgasse 30                                      | Mittelgasse 30 (Karte) | 18./19. Jahrhundert               | Kulturdenkmal-Prüffall | BW                       |
|                | Scheune Mittelgasse 37                                      | Mittelgasse 37 (Karte) | 1631                              | Geschützt nach § 2 DSchG | BW                       |
|                | Scheune Mittelgasse 38                                      | Mittelgasse 38 (Karte) | 18. Jahrhundert                   | Kulturdenkmal-Prüffal | BW                       |
| Weitere Bilder | Ehemaliges Wohnhaus (heute Gasthaus Götzen-Stübl)           | Pfarrgasse 3 (Karte) | 18./19. Jahrhundert               | Erhaltenswertes Gebäude | BW                       |
|                | Pfarrhaus                                                   | Pfarrgasse 13 (Karte) | 1831–33                           | Geschützt nach § 2 DSchG |                          |
|                | Scheune Pfarrgasse 16 und 18                                | Pfarrgasse 16 und 18 (Karte) | 18./19. Jahrhundert               | Erhaltenswertes Gebäude | BW                       |
|                | Scheune Pfarrgasse 22                                       | Pfarrgasse 22 (Karte) | 18. Jahrhundert                   | Erhaltenswertes Gebäude | BW                       |
|                | Kleingehöft Pfarrgasse 25 und 25/1                          | Pfarrgasse 25 und 25/1 (Karte) | 17. Jahrhundert                   | Erhaltenswertes Gebäude | BW                       |
|                | Wohnhaus Pfarrgasse 26                                      | Pfarrgasse 26 (Karte) | 1792                              | Erhaltenswertes Gebäude | BW                       |
|                | Scheune zu Pfarrgasse 32                                    | Pfarrgasse Flstnr. 30 (zu Pfarrgasse 32) (Karte) | 18./19. Jahrhundert               | Kulturdenkmal-Prüffall | BW                       |
|                | Scheune Pfarrgasse 35                                       | Pfarrgasse 35 (Karte) | um 1550                           | Geschützt nach § 2 DSchG | BW                       |
|                | Scheune Pfarrgasse 36                                       | Pfarrgasse 36 (Karte) | 18./19. Jahrhundert               | Erhaltenswertes Gebäude | BW                       |
|                | Scheune Pfarrgasse 37                                       | 9.61743, Pfarrgasse 37 | 18./19. Jahrhundert               | Erhaltenswertes Gebäude |                          |
|                | Scheune Pfarrgasse 40                                       | Pfarrgasse 40 (Karte) | 18./19. Jahrhundert               | Erhaltenswertes Gebäude | BW                       |
|                | Scheune Pfarrgasse 43                                       | Pfarrgasse 43 (Karte) | 18. Jahrhundert                   | Geschützt nach § 2 DSchG | BW                       |
|                | Wohnhäuser Pfarrgasse 45 und 47                             | Pfarrgasse 45 und 47 (Karte) | Ende 18./Anfang 19. Jahrhundert   | Erhaltenswerte Gebäude | BW                       |
|                | Scheune Pfarrgasse 49                                       | Pfarrgasse 49 (Karte) | 18. Jahrhundert                   | Geschützt nach § 2 DSchG | BW                       |
|                | Wohnhaus Pfarrgasse 51                                      | Pfarrgasse 51 (Karte) | 19. Jahrhundert                   | Erhaltenswertes Gebäude | BW                       |
|                | Massives Erdgeschoss und Keller eines Wohnhauses            | Pfarrgasse 59 (Karte) | 1618                              | Erhaltenswertes Bauteil | BW                       |
|                | Wohnhäuser Pfarrgasse 61, 63 und 65                         | Pfarrgasse 61, 63 und 65 (Karte) | 18./19. Jahrhundert               | Erhaltenswertes Gebäude | BW                       |
|                | Wohnhaus Pfarrgasse 67                                      | Pfarrgasse 67 (Karte) | 18. Jahrhundert                   | Erhaltenswertes Gebäude | BW                       |
|                | Wohnhaus mit Scheun Rathausgässle 6 und 10                  | Rathausgässle 6 und 10 (Karte) | 19. Jahrhundert                   | Erhaltenswertes Gebäude | BW                       |
|                | Portalgewände Schmiedsgasse 2                               | Schmiedsgasse 2 (Karte) | 1599                              | Geschützt nach § 2 DSchG | BW                       |
|                | Wohnhaus Schmiedsgasse 4                                    | Schmiedsgasse 4 (Karte) | 17. Jahrhundert                   | Erhaltenswertes Gebäude | BW                       |
|                | Wohnhaus Schmiedsgasse 6                                    | Schmiedsgasse 6 (Karte) | 18./19. Jahrhundert               | Erhaltenswertes Gebäude | BW                       |
|                | Scheune Schmiedsgasse 8                                     | Schmiedsgasse 8 (Karte) | 18. Jahrhundert                   | Kulturdenkmal-Prüffall | BW                       |
|                | Wohnhäuser Schulstraße 8 und 10                             | Schulstraße 8 und 10 (Karte) | 19. Jahrhundert                   | Erhaltenswerte Gebäude | BW                       |
|                | Wohnhaus Schulstraße 12                                     | Schulstraße 12 (Karte) | 15. Jahrhundert                   | Geschützt nach § 2 DSchG | BW                       |
|                | Scheune Schulstraße 16                                      | Schulstraße 16 (Karte) | 19. Jahrhundert                   | Erhaltenswertes Gebäude | BW                       |
|                | Scheune Schulstraße 25                                      | Schulstraße 25 (Karte) | 1680                              | Erhaltenswertes Gebäude | BW                       |
|                | Kelter, Hohenlohische- oder Obere Kelte                     | Schulstraße 3, 5 und 7 (Karte) | 17. Jahrhundert                   | Geschützt nach § 2 DSchG | BW                       |
|                | Wohnhaus Seehof 6                                           | Seehof 6 (Karte) | Anfang 19. Jahrhundert            | Erhaltenswertes Gebäude | BW                       |
|                | Ehem. Scheune (heute Gaststätte)                            | Torgasse 7 (Karte) | 1802                              | Geschützt nach § 2 DSchG | BW                       |
|                | Scheune Torgasse 9 und 11                                   | Torgasse 9 und 11 (Karte) | 1768                              | Erhaltenswertes Gebäude | BW                       |
|                | Scheune Torgasse 10                                         | Torgasse 10 (Karte) | 18. Jahrhundert                   | Erhaltenswertes Gebäude | BW                       |
|                | Scheune Torgasse 13                                         | Torgasse 13 (Karte) | 1781                              | Erhaltenswertes Gebäude | BW                       |
| Weitere Bilder | Stadttor, Salz- oder Tränktor                               | Turmgässle 6 (Karte) | 14. Jahrhundert,                  | Geschützt nach § 2 DSchG |                          |
|                | Wohnhaus Turmgässle 8                                       | Turmgässle 8 (Karte) | 17./18. Jahrhundert               | Geschützt nach § 2 DSchG | BW                       |
|                | Wohnhaus Turmgässle 10                                      | Turmgässle 10 (Karte) | 17./18. Jahrhundert               | Geschützt nach § 2 DSchG | BW                       |
|                | Wohnhaus Turmgässle 18                                      | Turmgässle 18 (Karte) | 17./18. Jahrhundert               | Geschützt nach § 2 DSchG |                          |
| Weitere Bilder | Stadtmauerturm, Säuturm                                     | Turmgässle 20 (Karte) | 14. Jahrhundert                   | Geschützt nach § 2 DSchG |                          |
|                | Krautgärten                                                 | Flstnr. 94/1 bis 193 (Karte) |                                   | Entlang der südlichen Stadtmauer gelegene Krautgärten mit kleinteiliger, weitgehend der Situation von 1834 entsprechender Parzellierung Geschützt nach § 2 DSchG |                          |

### Außerhalb der Gesamtanlage Altstadt
| Bild | Bezeichnung         | Lage                                | Datierung       | Beschreibung | ID |
| ---- | ------------------- | ----------------------------------- | --------------- | ------------ | -- |
|      | Schloss Hermersberg | Hermersberg, Hermersberg 19 (Karte) | 15. Jahrhundert |              |    |